# 金生山化石館
金生山化石館（きんしょうざんかせきかん）は、岐阜県大垣市にある化石を専門とする博物館である。
大垣市の条例での正式名称は大垣市金生山化石館である
。

## 概要
金生山の中腹にあり、金生山から産出された化石を保管展示し、認識を高めるためを目的とした施設である。
金生山の地質と化石研究に尽力された熊野敏夫の業績と化石の展示保存をするため、赤坂町産業館の併設施設として、赤坂商工会議所の西隣に1963年（昭和38年）着工、1964年（昭和39年）3月21日に開館。建物は赤坂町、赤坂町商工会、熊野敏夫先生顕彰会が、町の補助金と町民の寄付金によって建設され、建物は木造平屋建、延べ床面積は約200m2。運営は赤坂町商工会、熊野敏夫先生顕彰会、金生山化石同好会が中心となって結成した金生山化石館運営委員会が行った。開館当初は熊野敏夫が収集した金生山の化石（三葉虫、ウミユリ、巻貝など）80種（約300点）の他、古墳（昼飯大塚古墳など）の出土品や大理石も展示していた。
1967年（昭和42年）赤坂町が大垣市に編入後、1975年（昭和50年）に赤坂商工会事務所が赤坂総合センターに移転。金生山化石館は管理者不在となり、館内整備などに支障をきたす状態となる。そのため1975年（昭和50年）8月10日に閉館となった。しかし、市民や金生山化石同好会の存続の声が上がり、1976年（昭和51年）4月に祝日と日曜日の公開として再開。同時に旧赤坂商工会館の建物も使用する。この管理者不在の時期にかなりの数の展示物が盗難、紛失している。
現在の建物は大垣市より資金援助を受けた赤坂商工会が建設したもので、金生山神社の境内の一部を借り受け、1985年（昭和60年）6月24日に着工、1985年（昭和60年）11月3日に竣工。大垣市歴史民俗資料館収蔵されていた化石標本も移され、化石専門の博物館として充実がはかられた。1996年（平成8年）4月1日に建物及び標本等が市に寄贈・移管され、大垣市の施設となる。1998年（平成10年）に収蔵庫を増築する。
収蔵品は金生山から出土し、熊野敏夫が発掘した化石を中心に約200種8000点以上。常設展示されているのは約700点。
管理運営は、現在の建物になってからは赤坂商工会が行っていたが、大垣市の施設となってからは大垣市教育委員会が行い、2006年（平成18年）から指定管理者の公益財団法人大垣市文化事業団が行っていた。2019年（平成31年）4月から大垣市直営施設となっている。

## 施設概要

### 建物
建物は 鉄筋コンクリート造（一部鉄骨造）2階建。2階が入口である。延床面積は254.07m2。
1階
- 第2展示室
- 収蔵庫

2階
- 第1展示室
- 事務室

### 展示内容
- 赤坂の海

サンゴ礁のラグーンとリーフのジオラマ
- 金生山（地質図、航空写真、地質模型等）
- 失われた世界

古生代から新生代の様子のパネル展示、化石展示
- 金生山産化石及び各地の化石標本
- 金生山の石

鍾乳石、方解石、赤鉄鉱など
- 赤坂地区の地場産業

石灰（生石灰、消石灰）の製造工程、製品など
- 大理石工芸品

金生山の大理石、石灰岩を用いた工芸品

### 主な収蔵化石
約2億5,000万年前の古生代ペルム紀の古生物が中心である。
- シカマイア
- フズリナ
- サンゴ
- 石灰藻
- ウミユリ
- 巻貝
- 二枚貝
- オウムガイ
- アンモナイト
- 三葉虫
- 腕足動物
- 硬骨魚類の歯
- 軟骨魚類の歯、楯鱗

### 主な収蔵石・鉱物
- 方解石
- 鍾乳石
- 赤鉄鉱
- 黄銅鉱
- 藍銅鉱

## 利用案内
- 所在地：岐阜県大垣市赤坂町4527番地19
- 開館時間：9:00 - 17:00

入館は16:30まで。
- 休館日：火曜日（その日が祝日の場合、その翌日）、祝日の翌日（その日が日曜日または火曜日の場合、その翌日。その日が月曜日または土曜日にの場合、その翌々日）、年末年始（12月29日 - 1月3日）
- 入館料：一般100円（18歳未満は無料）
- 駐車場：20台

## 交通アクセス

### 公共交通機関
- 名阪近鉄バス「虚空蔵口」バス停より徒歩で約5分。
  - 大垣駅（大垣駅前バスのりば）より赤坂線「消防赤坂分署」行きに乗車。
- JR美濃赤坂駅下車、徒歩で約12分。

### 自動車
- 東海環状自動車道大垣西ICより車で約10分。
  - 県道216号から金生山化石館方面への道は狭く急坂のため、通行が困難な場合がある。他に国道417号「久太橋西」交差点を西進し、金生山産業道路を経由するルートがある。

## 周辺施設
- 金生山神社